# 何子海
何子海，廣東廣州府番禺縣人，明朝政治人物。

## 生平
洪武四年（1371年），會試三十七名，登進士三甲，授邳州睢寧縣縣丞。